# Eldon (Oklahoma)
Eldon és una concentració de població designada pel cens dels Estats Units a l'estat d'Oklahoma. Segons el cens del 2000 tenia 991 habitants.

## Demografia
Segons el cens del 2000, Eldon tenia 991 habitants, 357 habitatges, i 263 famílies. La densitat de població era de 20,7 habitants per km².
Dels 357 habitatges en un 40,1% hi vivien nens de menys de 18 anys, en un 56,6% hi vivien parelles casades, en un 12,6% dones solteres, i en un 26,1% no eren unitats familiars. En el 21,6% dels habitatges hi vivien persones soles el 6,4% de les quals corresponia a persones de 65 anys o més que vivien soles. El nombre mitjà de persones vivint en cada habitatge era de 2,78 i el nombre mitjà de persones que vivien en cada família era de 3,24.
Per edats la població es repartia de la següent manera: un 31% tenia menys de 18 anys, un 8,6% entre 18 i 24, un 30,1% entre 25 i 44, un 21,2% de 45 a 60 i un 9,2% 65 anys o més.
L'edat mediana era de 33 anys. Per cada 100 dones de 18 o més anys hi havia 95,4 homes.
La renda mediana per habitatge era de 25.086 $ i la renda mediana per família de 26.207 $. Els homes tenien una renda mediana de 18.578 $ mentre que les dones 19.500 $. La renda per capita de la població era d'11.125 $. Entorn del 20,6% de les famílies i el 25,5% de la població estaven per davall del llindar de pobresa.

## Poblacions més properes
El següent diagrama mostra les poblacions més properes.